# 韓添伊
韓添伊（1995年10月26日—），中國男子排球運動員，亦為中國國家男子排球隊成員，身高1.98米，司職主攻，現時效力於福建师范大学男排。

## 运动生涯
韓添伊初一时进入上海市市北中学就读，并开始练习打排球。之后，顺利地进入上海市少体校和上海男排青年队，并于2013-2014赛季进入上海男排参加了一个赛季的中國男子排球联赛。2014-2015赛季联赛期间，韩添伊作为内援临时转会至广东男排，2015年至2017年，他连续两个赛季在浙江能源男排打球。2017-2018年，转会至福建师范大学男排。